# Championnat d'Écosse de hockey sur glace 1929-1930
 (mai 2016).
Si vous disposez d'ouvrages ou d'articles de référence ou si vous connaissez des sites web de qualité traitant du thème abordé ici, merci de compléter l'article en donnant les références utiles à sa vérifiabilité et en les liant à la section « Notes et références ».
Saison suivante
La saison 1929-1930 est la 1re saison du championnat d'Écosse de hockey sur glace qui porte le nom de Scottish National League. Toutes les rencontres se jouent à la patinoire de Crossmyloof, un des quartiers de Glasgow.

## Compétition

### Première phase
| Clt   | Équipe                | PJ | V | D | N | BP | BC | Pts |
| ----- | --------------------- | -- | - | - | - | -- | -- | --- |
| +001, | Bearsden              | 4  | 4 | 0 | 0 | 17 | 9  | 8   |
| +002, | Achtungs              | 4  | 3 | 0 | 1 | 22 | 4  | 7   |
| +003, | Queens IHC            | 4  | 3 | 0 | 1 | 12 | 3  | 7   |
| +004, | Mohawks de Glasgow    | 4  | 2 | 2 | 0 | 16 | 8  | 4   |
| +005, | Bridge of Weir        | 4  | 2 | 2 | 0 | 8  | 6  | 4   |
| +006, | Kelvingrove           | 4  | 2 | 2 | 0 | 10 | 16 | 4   |
| +007, | Glasgow SC            | 4  | 1 | 3 | 0 | 6  | 12 | 2   |
| +008, | Doonside              | 4  | 1 | 3 | 0 | 6  | 18 | 2   |
| +009, | Université de Glasgow | 4  | 0 | 3 | 1 | 7  | 16 | 1   |
| +010, | Dennistoun            | 4  | 0 | 3 | 1 | 3  | 15 | 1   |

- Qualifié directement pour la Première Division

### Phase finale

#### Division I
| Clt   | Équipe             | PJ | V | D | N | BP | BC | Pts |
| ----- | ------------------ | -- | - | - | - | -- | -- | --- |
| +001, | Mohawks de Glasgow | 4  | 4 | 0 | 0 | 12 | 1  | 8   |
| +002, | Queens IHC         | 4  | 3 | 1 | 0 | 17 | 7  | 6   |
| +003, | Achtungs           | 4  | 2 | 2 | 0 | 8  | 11 | 4   |
| +004, | Bearsden           | 4  | 1 | 3 | 0 | 8  | 11 | 2   |
| +005, | Bridge of Weir     | 4  | 0 | 4 | 0 | 2  | 17 | 0   |

- Vainqueur de la compétition

#### Division II
| Clt   | Équipe                | PJ | V | D | N | BP | BC | Pts |
| ----- | --------------------- | -- | - | - | - | -- | -- | --- |
| +001, | Kelvingrove           | 4  | 4 | 0 | 0 | 13 | 2  | 8   |
| +002, | Glasgow SC            | 4  | 3 | 1 | 0 | 17 | 6  | 6   |
| +003, | Université de Glasgow | 4  | 1 | 2 | 1 | 12 | 8  | 3   |
| +004, | Doonside              | 4  | 1 | 3 | 0 | 1  | 21 | 2   |
| +005, | Dennistoun            | 4  | 0 | 3 | 1 | 3  | 9  | 1   |

## Référence
Résultats de la saison sur International Hockey Wiki